# Sistema de acuicultura recirculante

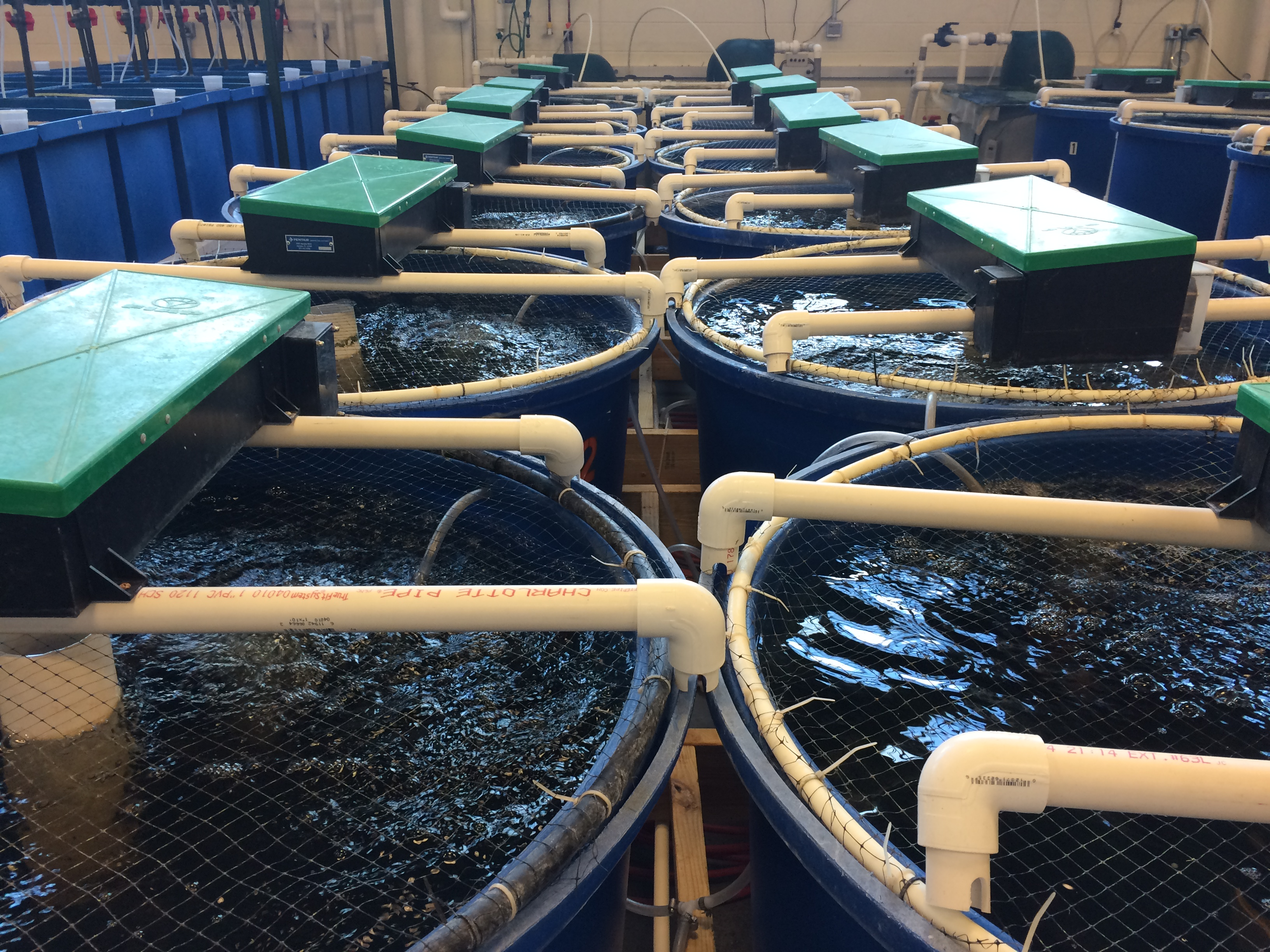
Sistemas de recirculación de la acuicultura en el Departamento de Ciencia y Tecnología de los Alimentos de Virginia Tech.

Los sistemas de acuicultura recirculante (SAR) se utilizan en acuarios domésticos y para la producción de peces, donde el intercambio de agua es limitado y se requiere el uso de la biofiltración para reducir la toxicidad del amoníaco. Otros tipos de filtración y control ambiental también son a menudo necesarios para mantener el agua limpia y proporcionar un hábitat adecuado para los peces. El principal beneficio de los SAR es la capacidad de reducir la necesidad de agua dulce y limpia, al tiempo que se mantiene un entorno saludable para los peces. Para que los SAR económicamente comerciales funcionen, deben tener una alta densidad de población de peces, y muchos investigadores están llevando a cabo estudios para determinar si los SAR son una forma viable de acuicultura intensiva.

## Procesos de tratamiento de aguas del SAR

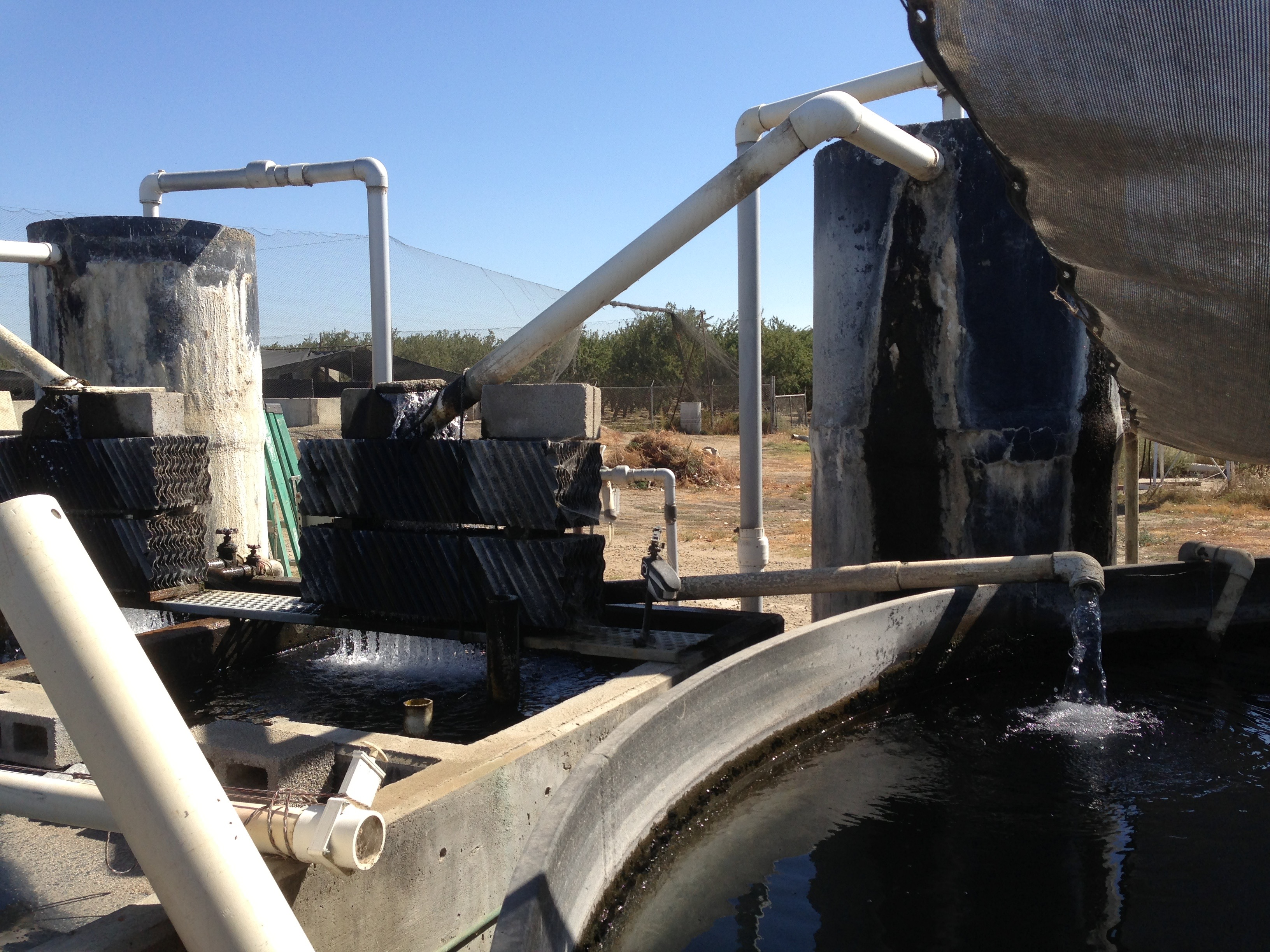
Un biofiltro y un desgasificador de CO2 en un sistema de acuicultura recirculante al aire libre utilizado para cultivar lubinas.

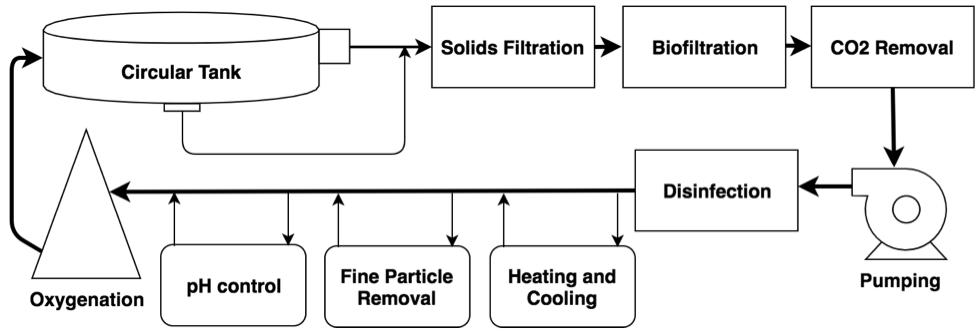
Procesos de tratamiento de agua necesarios en un sistema de acuicultura recirculante.

Se utiliza una serie de procesos de tratamiento para mantener la calidad del agua en las operaciones de piscicultura intensiva. Estos pasos a menudo se hacen en orden o a veces en tándem. Después de salir del recipiente que contiene el pescado, el agua es tratada primero para los sólidos antes de entrar en un biofiltro para convertir el amoníaco, se produce la siguiente desgasificación y oxigenación, seguida a menudo por el calentamiento/enfriamiento y la esterilización. Cada uno de estos procesos puede completarse utilizando una variedad de métodos y equipos diferentes, pero a pesar de ello, todo debe tener lugar para garantizar un entorno saludable que maximice el crecimiento y la salud de los peces.

### Biofiltración
Todo el SAR depende de la biofiltración para convertir el amoníaco (NH4+ y NH3) excretado por los peces en nitrato. El amoníaco es un producto de desecho del metabolismo de los peces y las altas concentraciones (>.02 mg/L) son tóxicas para la mayoría de los peces de aleta. Las bacterias nitrificantes son quimioautotrófos que convierten el amoníaco en nitrito y luego en nitrato. Un biofiltro proporciona un sustrato para la comunidad bacteriana, lo que da como resultado una biopelícula gruesa que crece dentro del filtro. El agua es bombeada a través del filtro, y el amoníaco es utilizado por las bacterias para obtener energía. El nitrato es menos tóxico que el amoníaco (>100 mg/L), y puede ser eliminado por un biofiltro desnitrificador o por reemplazo de agua. Se requieren condiciones ambientales estables y mantenimiento regular para asegurar que el biofiltro funcione eficientemente.

### Eliminación de sólidos
Además de tratar los residuos líquidos excretados por los peces, los residuos sólidos también deben ser tratados, esto se hace concentrando y limpiando los sólidos del sistema. La eliminación de sólidos reduce el crecimiento de bacterias, la demanda de oxígeno y la proliferación de enfermedades. El método más sencillo para eliminar los sólidos es la creación de un depósito de decantación donde la velocidad relativa del agua es lenta y las partículas pueden depositarse en el fondo del tanque donde se lavan o se aspiran manualmente utilizando un sifón. Sin embargo, este método no es viable para las operaciones del SAR en las que se desea una huella pequeña. La remoción típica de sólidos del SAR involucra un filtro de arena o filtro de partículas donde los sólidos se alojan y pueden ser retrolavados periódicamente fuera del filtro. Otro método común es el uso de un filtro de tambor mecánico en el que el agua pasa por un filtro de tambor giratorio que se limpia periódicamente mediante boquillas de pulverización presurizadas, y la lechada resultante se trata o se envía por el desagüe. Para eliminar partículas extremadamente finas o sólidos coloidales se puede utilizar un fraccionador de proteínas con o sin adición de ozono (O3).

### Oxigenación
La oxigenación del agua del sistema es una parte crucial para obtener altas densidades de producción. Los peces necesitan oxígeno para metabolizar los alimentos y crecer, al igual que las comunidades de bacterias en el biofiltro. Los niveles de oxígeno disuelto se pueden aumentar a través de dos métodos: aireación y oxigenación. En la aireación, el aire se bombea a través de una piedra de aire o un dispositivo similar que crea pequeñas burbujas en la columna de agua, lo que resulta en una alta superficie donde el oxígeno puede disolverse en el agua. En general, debido a la lenta disolución del gas y a la alta presión del aire necesaria para crear pequeñas burbujas, este método se considera ineficiente y el agua se oxigena mediante el bombeo de oxígeno puro. Se utilizan varios métodos para asegurar que durante la oxigenación todo el oxígeno se disuelva en la columna de agua. Se debe calcular y considerar cuidadosamente la demanda de oxígeno de un sistema dado, y esa demanda se debe satisfacer con equipos de oxigenación o de aireación.

### Control del pH
En todos los SAR, el pH debe controlarse y controlarse cuidadosamente. El primer paso de la nitrificación en el biofiltro consume alcalinidad y reduce el pH del sistema. Mantener el pH en un rango adecuado (5.0-9.0 para sistemas de agua dulce) es crucial para mantener la salud tanto del pez como del biofiltro. El pH se controla típicamente mediante la adición de alcalinidad en forma de cal (CaCO3) o hidróxido de sodio (NaOH). Un pH bajo provocará altos niveles de dióxido de carbono disuelto (CO2), que puede resultar tóxico para los peces. El pH también puede controlarse desgasificando el CO2 en una columna llena o con un aireador, esto es necesario en sistemas intensivos, especialmente cuando se utiliza la oxigenación en lugar de la aireación en los tanques para mantener los niveles de O2.

### Control de temperatura
Todas las especies de peces tienen una temperatura preferida por encima y por debajo de la cual ese pez experimentará efectos negativos para la salud y finalmente la muerte. tilapia y el barramundi prefieren agua a 24 °C o más caliente, mientras que las especies de aguas frías como la trucha y el salmón prefieren una temperatura del agua inferior a 16 °C. La temperatura también juega un papel importante en las concentraciones de oxígeno disuelto (OD), ya que las temperaturas más altas del agua tienen valores más bajos de saturación de OD. La temperatura se controla mediante el uso de calentadores sumergidos, bombas de calor, enfriadores e intercambiadores de calor. Los cuatro pueden utilizarse para mantener un sistema funcionando a la temperatura óptima para maximizar la producción de pescado.

### Bioseguridad
Los brotes de enfermedades se producen más fácilmente cuando se trata de las altas densidades de población de peces que suelen emplearse en los SAR intensivos. Los brotes pueden reducirse operando múltiples sistemas independientes con el mismo edificio y aislando el contacto agua-agua entre los sistemas mediante la limpieza del equipo y el personal que se mueve entre los sistemas. También el uso de un sistema de tratamiento de agua ultravioleta (UV) u ozono reduce el número de virus y bacterias flotantes libres en el agua del sistema. Estos sistemas de tratamiento reducen la carga de enfermedad que se produce en los peces estresados y, por lo tanto, reducen la posibilidad de un brote.

## Ventajas

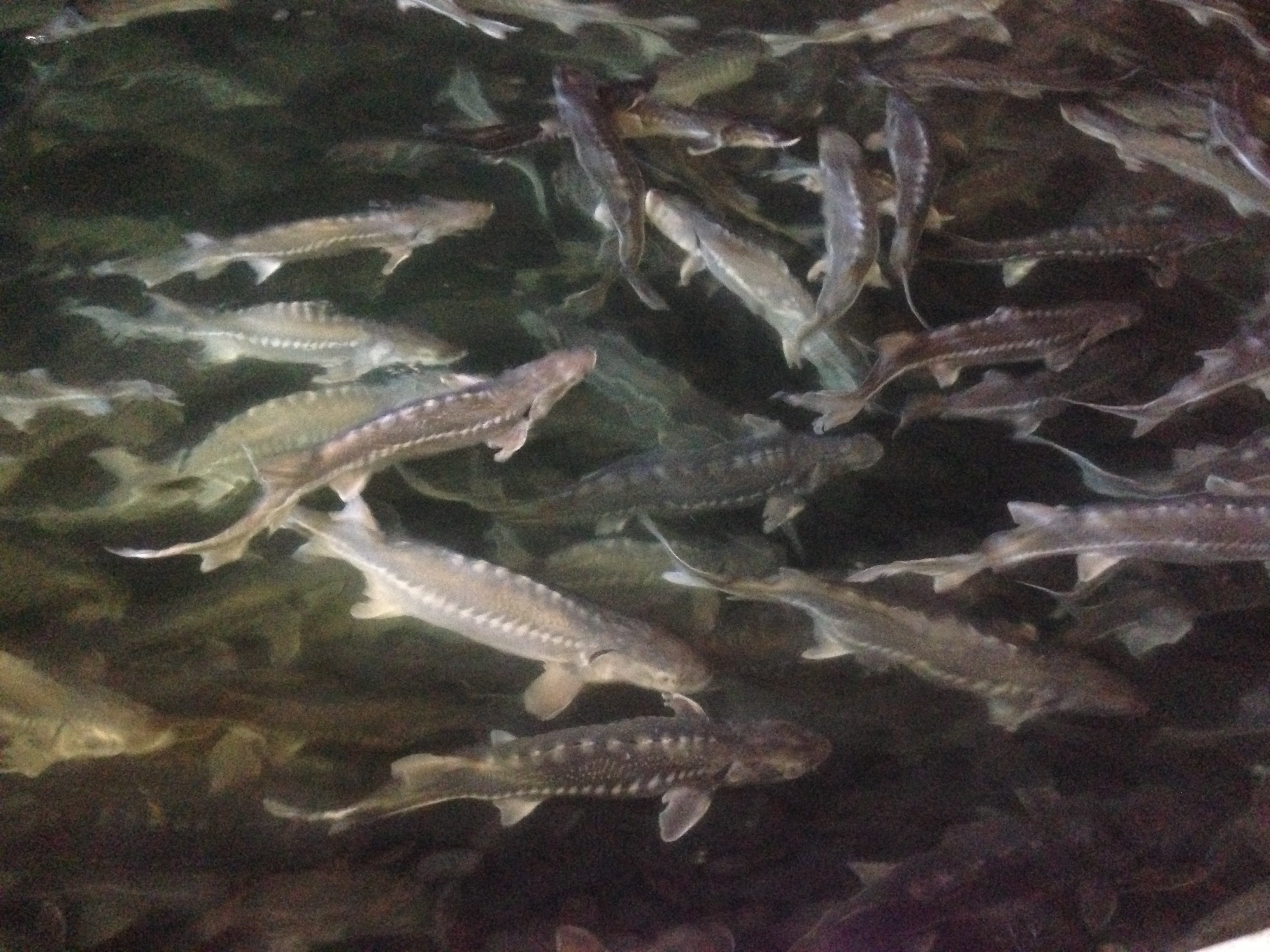
Esturión cultivado a alta densidad en un sistema de acuicultura de recirculación parcial.

- Reducción de las necesidades de agua en comparación con los sistemas de acuicultura de canales o estanques.[16]
- Reducción de las necesidades de tierra debido a la alta densidad de población.[17]
- Flexibilidad en la selección del sitio e independencia de una fuente de agua limpia y de gran tamaño.[18]
- Reducción del volumen de efluentes de aguas residuales.[19]
- Mayor bioseguridad y facilidad en el tratamiento de los brotes de enfermedades.
- Capacidad para monitorear y controlar de cerca las condiciones ambientales para maximizar la eficiencia de la producción. Del mismo modo, independencia del clima y de las condiciones ambientales variables.

## Desventajas
- Alta inversión inicial en materiales e infraestructura.[20]
- Altos costos de operación debido principalmente a la electricidad y al mantenimiento del sistema.
- Necesidad de personal altamente capacitado para monitorear y operar el sistema.

## Tipos especiales de SAR

### Acuapónicos
La combinación de plantas y peces en un RAS se denomina aquaponics. En este tipo de sistema el amoníaco producido por los peces no sólo se convierte en nitrato sino que también es eliminado por las plantas del agua. En un sistema aquaponics los peces fertilizan efectivamente las plantas, esto crea un sistema de circuito cerrado donde se generan muy pocos residuos y se minimizan los insumos. La Acuaponía ofrece la ventaja de poder cosechar y vender múltiples cultivos.

### Acuarios
Los acuarios domésticos y los acuarios comerciales continentales son una forma de SAR en los que la calidad del agua se controla muy cuidadosamente y la densidad de población de los peces es relativamente baja. En estos sistemas el objetivo es mostrar el pescado en lugar de producir alimentos. Sin embargo, los biofiltros y otras formas de tratamiento de agua todavía se utilizan para reducir la necesidad de intercambiar agua y mantener la claridad del agua. Al igual que en el SAR tradicional, el agua debe eliminarse periódicamente para evitar que se acumulen nitratos y otros productos químicos tóxicos en el sistema. Los acuarios costeros a menudo tienen altas tasas de intercambio de agua y típicamente no son operados como un SAR debido a su proximidad a una gran masa de agua limpia.